# Dürer (krater)
Dürer är en nedslagskrater med en diameter på 195 kilometer, på planeten Merkurius. Dürer har fått sitt namn efter den tyske målaren Albrecht Dürer.